# تيسدورف
تيسدورف (بالألمانية: Teesdorf) هي بلدة في منطقة بادن في النمسا السفلى.